# Qatar ExxonMobil Open 2011
Відкритий чемпіонат Катару 2011 (також відомий як Qatar ExxonMobil Open 2011 за назвою спонсора) — 19-й чоловічий тенісний турнір, який відбувся з 3 по 8 січня в місті Доха (Катар) на відкритих твердих кортах у Міжнародному центрі тенісу і сквошу Халіфа. Був одним зі змагань ATP 250 як частини Світового туру ATP 2011.

## Переможці

### Одиночний розряд
Роджер Федерер —  Микола Давиденко, 6–3, 6–4

### Парний розряд
Марк Лопес /  Рафаель Надаль —  Даніеле Браччалі /  Андреас Сеппі, 6–3, 7–6(7–4)

## Учасники основної сітки в одиночному розряді

### Сіяні гравці
| Країна    | Гравець               | Рейтинг1 | Посіяний |
| --------- | --------------------- | -------- | -------- |
| Іспанія   | Рафаель Надаль        | 1        | 1        |
| Швейцарія | Роджер Федерер        | 2        | 2        |
| Франція   | Жо-Вілфрід Тсонга     | 13       | 3        |
| Росія     | Микола Давиденко      | 22       | 4        |
| Латвія    | Ернестс Гульбіс       | 24       | 5        |
| Сербія    | Віктор Троїцький      | 28       | 6        |
| Іспанія   | Гільєрмо Гарсія-Лопес | 33       | 7        |
| Німеччина | Філіпп Кольшрайбер    | 34       | 8        |

- Рейтинги станом на 27 грудня 2010.[3]

### Інші учасники
Нижче наведено учасників, які отримали вайлдкард на участь в основній сітці:
- Сергій Бубка [4]
- Reda El Amrani [4]
- Sherif Sabry [4]

Нижче наведено гравців, які пробились в основну сітку через стадію кваліфікації:
- Марко К'юдінеллі
- Лукаш Росол
- Томас Схорель
- Антоніо Веїч